# Rossport

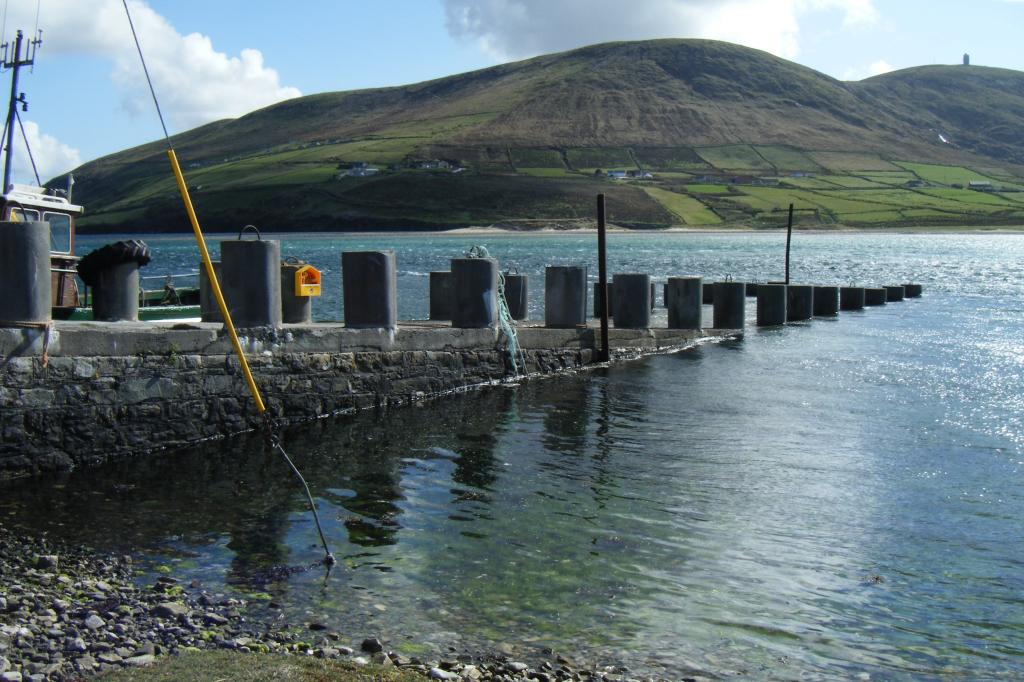
Rossport pir.

Rossport (iriska: Ros Dumhach) är en by och townland i grevskapet Mayo i Republiken Irland. Det ligger vid Broadhaven Bay på udden där sammanflödet av tre floder möts (Muingnabo, Glenamoy och Gweedaney) strömmar in Sruth Fada Conn Bay. Dess yta är 1 446 hektar (5,85 km 2).
2007 vann Willie Corduff från Rossport Goldman Environmental Prize. 